# Adelpherupa pontica
Adelpherupa pontica là một loài bướm đêm trong họ Crambidae.